# Oupia
Oupia – miejscowość i gmina we Francji, w regionie Oksytania, w departamencie Hérault.
Według danych na rok 1990 gminę zamieszkiwały 252 osoby, a gęstość zaludnienia wynosiła 28 osób/km² (wśród 1545 gmin Langwedocji-Roussillon Oupia plasuje się na 664. miejscu pod względem liczby ludności, natomiast pod względem powierzchni na miejscu 804.).